# Albert Schwander

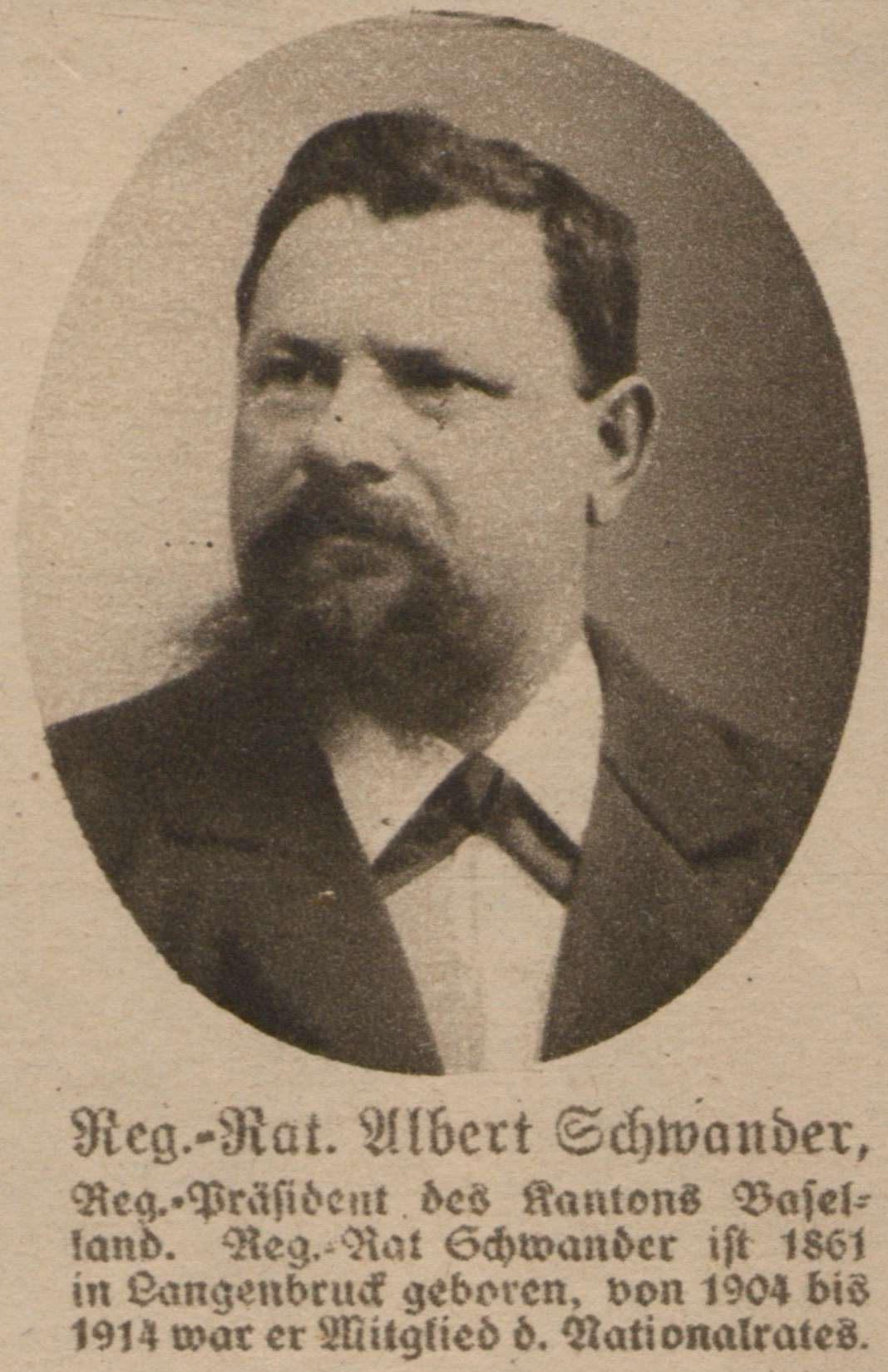
Albert Schwander (zwischen 1800 und 1899)

Albert Schwander (* 30. Oktober 1861 in Bärenwil, Langenbruck; † 17. Juli 1922 in Birsfelden) war ein Schweizer Politiker.

## Leben
Schwander besuchte das Lehrerseminar in Kreuzlingen und war von 1882 bis 1893 Primarlehrer in Birsfelden. Danach Besitzer einer Kiesgrube. Von 1893 bis 1914 war er Gemeindepräsident in Birsfelden, von 1899 bis 1914 Mitglied des Kriminalgerichts und von 1907 bis 1914 Zivilstandsbeamter. Von 1896 bis 1914 war er als Vertreter des Bauern- und Arbeiterbunds Baselbieter Landrat; in den Jahren 1902/1903 und 1910/1911 war er Präsident. Schwander sass von 1904 bis 1914 im Nationalrat und anschliessend von 1914 bis 1922 als Vertreter der Freisinnigen Volkspartei im Regierungsrat.
Schwander machte sich um die Einführung des kantonalen Einigungsamts 1918 sowie der landwirtschaftlichen Winterschule 1919 verdient. Von 1899 bis 1914 war er Verwaltungsrat sowie 1914 Direktionspräsident der Basellandschaftlichen Kantonalbank und von 1914 bis 1922 Verwaltungsratspräsident der Elektra Birseck.